# André Bergdølmo
André Bergdølmo, född 13 oktober 1971 i Oslo, är en norsk fotbollstränare och före detta spelare. Under sin aktiva karriär spelade han 63 landskamper för det norska landslaget.

## Karriär
Bergdølmo startade sin karriär i Skjetten SK innan han 1991 värvades av Lillestrøm SK. Efter sex säsonger köptes han av de regerande norska mästarna Rosenborg BK. Övergången blev kontroversiell och han blev sedermera något av ett hatobjekt hos Lillestrøms supportrar. Han spelade i Rosenborg under tre hela säsonger och vann Tippeligaen alla tre åren.
Efter EM 2000 så värvades Bergdølmo av nederländska Ajax, där han 2002 vann Eredivisie. Sommaren 2003 flyttade Bergdølmo vidare till Borussia Dortmund där han spelade i två säsonger innan han skrev på för FC Köpenhamn sommaren 2005.
I mars 2007 flyttade Bergdølmo till Strømsgodset IF där han avslutade sin professionella karriär 2008. Han fortsatte dock ett år i till i Sørum IL, som spelade i norska division 7.
André Bergdølmo gjorde debut för Norges landslag 18 januari 1997, och var med i EM 2000.

## Meriter
Rosenborg BK
- Tippeligaen: 1997, 1998, 1999, 2000
- Norska cupen: 1999

AFC Ajax
- Eredivisie: 2002
- KNVB Cup: 2002

FC Köpenhamn
- Superligaen: 2006, 2007